# Cuando los hombres hablan de mujeres
Cuando los hombres hablan de mujeres és una pel·lícula de l'Argentina filmada en colors dirigida per Fernando Ayala segons el guió de Gius que es va estrenar el 29 de juny de 1967 i que va tenir com a protagonistes a Jorge Salcedo, Jorge Barreiro, Libertad Leblanc i Enzo Viena. En la confecció dels títols van col·laborar Gil i Bertolini.

## Sinopsi
Tres històries contades en una casa de banys turcs, dos fatxendes són burlats per una vedette, dos fanàtics de Boca Juniors i l'amor-odi per dues noies fans de River Plate; un home, pare de 8 filles, cerca el fill varó malgrat la seva esposa.

## Repartiment
- Jorge Salcedo
- Jorge Barreiro
- Libertad Leblanc
- Enzo Viena
- Beatriz Taibo
- Pepe Soriano
- Luis Sandrini
- Malvina Pastorino
- Diana Ingro
- Nelly Láinez
- Guillermo Cervantes Luro
- Silvio Marzolini
- Cacho Espíndola
- Adolfo Linvel
- Carlos Lagrotta
- Alfonso Pisano

## Comentaris
King va escriure sobre el filme a El Mundo:
| « | ”Abundància de picardia i comicitat”. | » |

La Nación va dir :
| « | ”Comicitat de broc gros”. | » |

Per la seva part, Manrupe i Portela escriuen:
| « | ”Dispar comèdia d'Ayala, amb alguns moments graciosos. L'últim episodi és d'interès arqueològic pel seu enfocament del tema anticonceptius”. | » |